# 二十一烷二酸
二十一烷二酸是一种有机化合物，化学式为HOOC(CH
2)
19COOH，它是一种长链的二羧酸，可从日本蜡中提取出来。它可用于合成聚酯。